# 水道镇 (梅河口市)
水道镇，是中华人民共和国吉林省通化市梅河口市下辖的一个乡镇级行政单位。

## 行政区划
水道镇下辖以下地区：
水道村、西北沟村、新立屯村、中和村、新开岭村、龙头村、爱林村、烟筒桥村、新立村和新丰村。